# Campeonato Roraimense de Futebol de 2025
O Campeonato Roraimense de Futebol de 2025 ou popularmente conhecido por Roraimão Sicredi de 2025 (por questões de patrocínio) foi a 70.ª edição do Campeonato Roraimense de Futebol, profissionalmente oficialmente foi a 31.ª. Foi organizado pela entidade máxima do futebol roraimense afiliada a CBF sendo a Federação Roraimense de Futebol (FRF).

## Formato
O Campeonato Roraimense de Futebol Profissional Sicredi de 2025, contará com três fases diferentes sendo disputadas todos em únicas partidas, o regulamento será disputada por oito clubes, formando o torneio estadual classificatório e eliminatório, todas partidas serão realizadas no Canarinho por diferença de mandante  iguais.
1. Fase Classificatória

Todos os times se enfrentam em turno único; 

1. Semifinais

Os quatro melhores avançam e jogam partidas eliminatórias em jogo único;
1. Final

O título estadual será decidido em partida única;
| Primeira fase ou Fase Classificatória regular |
| --- |
| A Primeira fase ou Fase Classificatória regular, contará com oitos clubes participantes disputando as quatros vagas para semifinal da competição, a primeira fase ou fase classificatória regular será disputada em turno único, totalizando sete rodadas para todos clubes presentes, todos os clubes se enfrentando em partidas únicas, após término da primeira fase ou fase classificatória regular, do primeiro a quatro colocados encaminharão o seu passaporte para semifinal ou segunda fase. |

| Semifinal ou Segunda fase |
| --- |
| Os quatro melhores clubes colocados na classificação inicial da primeira fase atuaram na semifinal da competição, as duas partidas serão realizadas como únicas somente eliminação importa pela sua equipe oponente, as duas partida jogadas para definir os dois finalistas do torneio na grande final do Roraimão Sicredi 2025, se uma partida estiver empatada ao término do tempo regulamentar, a partida irá diretamente para as cobranças de penalidades máximas para definir o vencedor da partida realizada na segunda fase definirá os dois finalistas do Roraimão Sicredi 2025. 1. Confrontos serão organizadas dessa seguinte forma; 2. • 1° Colocado vs 4° Colocado 3. • 2° Colocado vs 3° Colocado |

| Final ou Teceira fase |
| --- |
| A final ou Terceira fase, será a última rodada do Roraimão Sicredi 2025, os dois finalistas serão definidos através da semifinal, o clube mandante será definido pela acumulou máximo de pontos ganhos na primeira fase e semifinal, a grande final será disputada e realizada em uma única partida, se a partida estiver empatada ao término do tempo regulamentar, a partida irá diretamente para as cobranças de penalidades máximas onde ocorrerá o clube vencedor (campeão estadual do Roraimão Sicredi 2025), com o momento das premiações dadas pela FRF para os clubes campeão e vice-campeão. |

| Critérios de Desempate |
| --- |
| 1. Maior número de vitórias; 2. Maior saldo de gols; 3. Maior número de gols marcados; 4. Confronto direto; 5. Menor número de cartões vermelhos recebidos; 6. Menor número de cartões amarelos recebidos; 7. Sorteio. |

| Classificações nacionais e regional |
| --- |
| A equipe vencedora, campeã terá o direito de disputar as competições organizadas pela CBF como representante de Roraima nos seguintes torneios, Copa do Brasil de 2026, Brasileirão Série D de 2026 e Copa Verde de 2026, já para a equipe vice-campeã terá somente um vaga com direito de ser o segundo representante do futebol roraimense em competições organizadas pela CBF, sendo a Copa de Brasil de 2026. |

## Transmissão radiofônica
O Campeonato Roraimense de 2025 também está sendo transmitido pela Rádio Folha.
A Monte Roraima FM é outra rádio que realiza jornadas esportivas do futebol local.

## Transmissão televisiva
A TV Record comprou os direitos de transmissões das partidas do campeonato roraimense Sicredi de 2025, um acordo regional organizado com FRF pela negociação da competição estadual, as partidas serão transmitidas todos os sábados com imagens ao vivo pela emissora roraimense afiliada a TV Record, a TV Imperial.
| Emissora    | Transmissões com imagens                                                                             |
| ----------- | --- |
| TV Imperial | - Transmissões das partidas, uma partida transmitida por rodada todos os sábados, incluindo a final. |

## Equipes participantes

### Desistências no estadual em 2025
| \| Pos. \| Desistentes do Roraimão Sicredi 2025 \| \| ---- \| ------------------------------------ \| \| 4º \| River-RR \| \| 7º \| Real \| |                                      |
| Pos. | Desistentes do Roraimão Sicredi 2025 |
| 4º | River-RR                             |
| 7º | Real                                 |

## Técnicos
| Equipe           | Técnico               |
| ---------------- | --------------------- |
| Atlético Roraima | Júlio César (1ª–)     |
| Baré             | Walter Lima(1ª–)      |
| GAS              | Emerson Almeida(1ª–)  |
| Monte Roraima    | Paulo Morgado (1ª–)   |
| Náutico-RR       | Mário Tilico (1ª–)    |
| Progresso        | Fábio Duarte (1ª–)    |
| Rio Negro-RR     | Jonas Manu (1ª–)      |
| São Raimundo-RR  | Chiquinho Viana (1ª–) |

## Primeira fase
| Pos | Equipe           | Pts | J | V | E | D | GP | GC | SG  | Classificação ou descenso |     | GAS | BAR | MON | SAR | RNE | NAU | ATR | PRO |
| --- | ---------------- | --- | - | - | - | - | -- | -- | --- | ------------------------- | --- | --- | --- | --- | --- | --- | --- | --- | --- |
| 1   | GAS              | 16  | 7 | 5 | 1 | 1 | 23 | 5  | +18 | Próxima fase              |     | —   | 2–0 | 0–0 | 1–2 | –   | –   | –   | –   |
| 2   | Baré             | 16  | 7 | 5 | 1 | 1 | 19 | 3  | +16 | Próxima fase              |     | –   | —   | –   | 2–0 | 4–0 | 4–0 | –   | –   |
| 3   | Monte Roraima    | 14  | 7 | 4 | 2 | 1 | 12 | 4  | +8  | Próxima fase              |     | –   | 1–2 | —   | –   | 1–0 | –   | 3–0 | –   |
| 4   | São Raimundo-RR  | 13  | 7 | 4 | 1 | 2 | 15 | 7  | +8  | Próxima fase              |     | –   | –   | 1–1 | —   | –   | 2–0 | –   | 3–0 |
| 5   | Rio Negro-RR     | 10  | 7 | 3 | 1 | 3 | 9  | 11 | −2  |                           |     | 0–4 | –   | –   | 2–1 | —   | 5–1 | –   | 0–0 |
| 6   | Náutico-RR       | 4   | 7 | 1 | 1 | 5 | 9  | 22 | −13 |                           | 1–6 | –   | 1–4 | –   | –   | —   | 1–1 | 5–0 |     |
| 7   | Atlético Roraima | 3   | 7 | 0 | 3 | 4 | 3  | 20 | −17 |                           | 1–8 | 0–0 | –   | 1–6 | 0–2 | –   | —   | –   |     |
| 8   | Progresso        | 2   | 7 | 0 | 2 | 5 | 1  | 19 | −18 |                           | 1–2 | 0–7 | 0–2 | –   | –   | –   | 0–0 | —   |     |

## Fase final
Em itálico, as equipes que possuem o mando de campo no confronto; em negrito as equipes vencedoras.
|  | Semifinais      | Semifinais      | Semifinais    |               |           | Final     | Final | Final |  |
|  |                 |                 |               |               |           |           |       |       |  |
|  | GAS             | GAS             | 2             |               |           |           |       |       |  |
|  | GAS             | GAS             | 2             |               |           |           |       |       |  |
|  | São Raimundo-RR | São Raimundo-RR | 1             |               |           |           |       |       |  |
|  | São Raimundo-RR | São Raimundo-RR | 1             |               | GAS (pen) | GAS (pen) | 1 (4) |       |  |
|  |                 |                 |               |               | GAS (pen) | GAS (pen) | 1 (4) |       |  |
|  |                 |                 | Monte Roraima | Monte Roraima | 1 (3)     |           |       |       |  |
|  | Baré            | Baré            | Monte Roraima | Monte Roraima | 1 (3)     | 0         |       |       |  |
|  | Baré            | Baré            |               |               |           |           |       |       |  |
|  | Monte Roraima   | Monte Roraima   | 1             |               |           |           |       |       |  |

 Semifinal 
| 29 de março de 2025 | GAS | 2 – 1 | São Raimundo-RR | Canarinho, Boa Vista |
| 16:00 (UTC−4)       |     |       |                 |                      |

| 29 de março de 2025 | Baré | 0 – 1 | Monte Roraima | Canarinho, Boa Vista |
| 18:00 (UTC−4)       |      |       |               |                      |

 Final 
| 5 de abril de 2025 | GAS | 1 – 1 | Monte Roraima | Canarinho, Boa Vista |
| 16:00 (UTC−4)      |     |       |               |                      |

## Premiação
A premiação divulgada teve um valor total de R$ 100.000. O campeão recebe R$ 50.000, o vice-campeão R$ 25.000, o terceiro colocado R$ 15.000, enquanto o quarto colocado R$ 10.000.
| Roraimense 2025            |
| Roraima                    |
| -------------------------- |
| GAS Bicampeão (2.º título) |

## Classificação geral
| Pos | Equipe           | Pts | J | V | E | D | GP | GC | SG  | Classificação ou descenso                                                                              |
| --- | ---------------- | --- | - | - | - | - | -- | -- | --- | --- |
| 1   | GAS              | 20  | 9 | 6 | 2 | 1 | 26 | 7  | +19 | Campeão e classificado para a Copa do Brasil de 2026, Brasileirão Série D de 2026 e Copa Verde de 2026 |
| 2   | Monte Roraima    | 18  | 9 | 5 | 3 | 1 | 14 | 5  | +9  | Vice-campeão e classificado para a Copa do Brasil de 2026                                              |
| 3   | Baré             | 16  | 8 | 5 | 1 | 2 | 19 | 4  | +15 | |
| 4   | São Raimundo-RR  | 13  | 8 | 4 | 1 | 3 | 16 | 9  | +7  | |
| 5   | Rio Negro-RR     | 10  | 7 | 3 | 1 | 3 | 9  | 11 | −2  | |
| 6   | Náutico-RR       | 4   | 7 | 1 | 1 | 5 | 9  | 22 | −13 | |
| 7   | Atlético Roraima | 3   | 7 | 0 | 3 | 4 | 3  | 20 | −17 | |
| 8   | Progresso        | 2   | 7 | 0 | 2 | 5 | 1  | 19 | −18 | |

## Estatísticas

### Artilharia
| Pos. | Jogador | Equipe | Gols | Referência |
| ---- | ------- | ------ | ---- | ---------- |
| 1    |         |        |      |            |
| 2    |         |        |      |            |
| 3    |         |        |      |            |
| 4    |         |        |      |            |
| 5    |         |        |      |            |